# Округ Џексон (Арканзас)
Округ Џексон (енгл. Jackson County) је округ у америчкој савезној држави Арканзас. По попису из 2010. године број становника је 17.997. Седиште округа је град Newport.

## Демографија
Према попису становништва из 2010. у округу је живело 17.997 становника, што је 421 (2,3%) становника мање него 2000. године.
| Група             | 2000.          | 2010.          |
| Белци             | 14.725 (79,9%) | 14.180 (78,8%) |
| Афроамериканци    | 3.235 (17,6%)  | 3.000 (16,7%)  |
| Азијати           | 33 (0,2%)      | 53 (0,3%)      |
| Хиспаноамериканци | 234 (1,3%)     | 436 (2,4%)     |
| Укупно            | 18.418         | 17.997         |